# I Brygada Piechoty Legionów
I Brygada Piechoty Legionów (I BP Leg.) – brygada piechoty Wojska Polskiego II RP.

## Historia brygady
I Brygada Piechoty Legionów została sformowana w 1919 roku, w składzie 1 Dywizji Piechoty Legionów.
W 1921 roku dowództwo I BP Leg. przeformowane zostało w Dowództwo Piechoty Dywizyjnej 1 DP Leg., a oba pułki podporządkowane zostały bezpośrednio dowódcy 1 DP Leg.

## Organizacja brygady
- Dowództwo I Brygady Piechoty Legionów[1]
- 1 pułk piechoty Legionów
- 5 pułk piechoty Legionów

## Obsada personalna
Dowódcy brygady
- ppłk Michał Tokarzewski-Karaszewicz (od 12 VI 1919[2])
- wz ppłk Biernacki (przed wyprawą kijowską)[1]
- płk Edmund Knoll-Kownacki (był VIII 1920)

Adiutant sztabowy
- kpt. Władysław Kaliński (7 XII 1919 – 9 VII 1920)